# Remiză (șah)
În șah, remiza este unul dintre rezultatele posibile ale jocului. Remiza se atinge atunci când:
- unul din jucători propune remiza iar celălalt o acceptă;
- sau o anumită poziție se repetă de trei ori.

Remiza reprezintă un rezultat la egalitate sau nedecis.
În turnee, tradițional, fiecare jucător primește la remiză câte un punct, în timp ce pentru victorie se acordă trei puncte și niciun punct jucătorului învins.